# Emilia di Liverpool
Emilia di Liverpool es una ópera semiseria en dos actos con música de Gaetano Donizetti y libreto en italiano de Giuseppe Ceccherini, basado en Emilia di Laverpaut de Vittorio Trento, basada a su vez en la obra homónima de Stefano Scatizzi. Se estrenó en el Teatro Nuovo de Nápoles el 28 de julio de 1824.
En las estadísticas de Operabase aparece con sólo 3 representaciones en el período 2005-2010.

## Personajes
| Papel                                | Tesitura     | Intérpretes el 28 de julio de 1824 |
| ------------------------------------ | ------------ | ---------------------------------- |
| Emilia                               | soprano      | Teresa Melas                       |
| Claudio de Liverpool, su padre       | barítono     | Giuseppe Fioravanti                |
| Federico, secretario de don Romualdo | tenor        | Domenico Zilioli                   |
| Don Romualdo, noble napolitano       | bajo bufo    | Carlo Casaccia                     |
| Candida, amiga de Emilia             | mezzosoprano | Francesca Checcherini              |
| Luigia, prometida de don Romualdo    | soprano      | Clementina Grossi                  |
| El conde, padre de Luigia            | barítono     | M. de Nicola                       |